# Sllave Llambi
Sllave Llambi (Tirana, 1919. június 26. – 1985. december 31.) válogatott albán labdarúgó, fedezet, edző. Az albán válogatott szövetségi kapitánya (1949).

## Pályafutása

### Klubcsapatban
1937-ben a KF Tirana labdarúgója volt. 1939 és 1943 között olasz klubok játékosa volt. 1939–40-ben a Brindisi, 1940–41-ben a Bologna, 1941–42-ben az Ambrosiana, 1942–43-ban az ASD Fanfulla labdarúgója volt, de bajnoki mérkőzésen csak a másodosztályú Fanfulla együttesében játszott. 1945 és 1947 között ismét a KF Tirana, 1947 és 1950 között a Partizani csapatában szerepelt. A Partizanival három bajnoki címet és két albánkupa-győzelmet ért el.

### A válogatottban
1946 és 1950 között 19 alkalommal szerepelt az albán válogatottban. 

### Edzőként
1946 és 1949 között játékos-edzőként irányította a Partizani szakmai munkáját. 1949 őszén válogatott játékosként az albán válogatott ideiglenes szövetségi kapitánya volt.

## Sikerei, díjai
Partizani
- Albán bajnokság
  - bajnok (3): 1947, 1948, 1949
- Albán kupa
  - győztes (2): 1948, 1949